# 姚汉英
姚汉英（?—?），后周将领，担任左金吾卫将军。
辽穆宗应历初年姚汉英和右神武将军华光裔代表后周报聘辽国，姚汉英奉使契丹时用后周敌国礼。辽穆宗大怒，被扣留不遣，隶属汉人宫分。隶籍兴中县（今辽宁省朝阳市）。官至安时制节宏化翊亮功臣、开府仪同三司、枢密使检校太师兼政事令、上柱国，封东阳县公。他的曾孙姚景行富贵後，姚汉英家族得出宫籍。

## 后裔
- 姚衡之，中书门下平章事、北面宣徽使
  - 姚居政，给事中、同中书门下平章事
    - 姚景祥，太师、左金吾卫上将军、虔州节度使
      - 姚企华，太子洗马
        - 姚玢，金朝东上阁门使，金州团练使
          - 姚佺，閤门祇候、武德将军
            - 姚锜，武德将军、获嘉令
              - 姚渊，安远大将军、庆阳安化丞，后更名姚仲宏
                - 姚枢，元朝理学家，中书左丞